# Allocyclops nudus
Allocyclops nudus – gatunek widłonoga z rodziny Cyclopidae. Opisali go w 2015 roku biolodzy Frank Fiers z Królewskiego Instytutu Nauk Przyrodniczych Belgii i Moïssou Lagnika z Université d’Abomey-Calavi w Beninie. Miejsce typowe to Benin, Ladjifarani lub “Nouveau quartier” – dzielnica miasta Parakou, zlewnia rzeki Ouémé, studnia B6 (współrzędne 9°21′33,4″N 2°38′32,4″E/9,359278 2,642333).